# Arnaud Léonard
Arnaud Léonard (26 dicembre 1975) è un attore, cantante e doppiatore belga.

## Biografia
Ha completato la sua formazione artistica presso il Conservatorio Reale di Bruxelles. È noto per aver interpretato il personaggio di Pumbaa nel musical The Lion King  dal 2007 al 2010. Attualmente lavora come doppiatore in Francia.
Nel 2018, insieme ad altri otto artisti, ha formato il gruppo Les Nouveaux Compagnons, che ha rivisitato classici della musica francese nell'album intitolato Qu'est-ce qu'on attend pour être heureux?.

## Teatro
- The Lion King (2007)

## Filmografia
- Bella è la vita (Plus belle la vie) - serie TV (stagioni 5 e 6) (2009)

## Doppiaggio

### Film
- Mark Wahlberg in Rock Star
- Yoo Ji-tae in Old Boy
- Heath Ledger in Ned Kelly
- Vince Vaughn in Affare fatto
- Chris O'Dowdin The program
- Orlando Jones in Paura primordiale
- Adam Driver in La truffa dei Logan

### Film d'animazione
- Akhenaton in La regina del Sole
- Musshuru in One Piece - Il miracolo dei ciliegi in fiore
- Aspro Bill in Ralph Spaccatutto,  Ralph spacca Internet
- Assurancetourix in Asterix e il regno degli dei,  Asterix e il segreto della pozione magica
- Gild Tesoro in One Piece Gold - Il film
- Koby in One Piece Film: Z
- Sven in Playmobil: The Movie
- Wahn in Raya e l'ultimo drago
- Doug in Back to the Outback - Ritorno alla natura
- Arthur Gillman in Ruby Gillman - La ragazza con i tentacoli
- Dark Might in My Hero Academia: You're Next

### Serie televisive d'animazione
- Franz Hopper in Code Lyoko
- Giroro in Keroro
- Dr. Bender e Norm il genio in Due Fantagenitori
- Rudi (prima voce) in Pokémon
- Frontman e Kabu in Kirby
- Preside Ranocchio in Quella scimmia del mio amico
- Brook (prima voce), Hagwor D. Sauro, Jabra e Caribou in One Piece
- Shimada Kambei Kateva in Samurai 7
- Kenshiro in Ken il guerriero - La trilogia
- Baxter Stockman in Tartarughe Ninja
- Pegasus J. Crawford in Yu-Gi-Oh!
- Kevin Levin in Ben 10
- Viviano Westwood in Le bizzarre avventure di JoJo: Stone Ocean
- Charles Devereaux in Tomb Raider - La leggenda di Lara Croft
- Vox in Hazbin Hotel

### Videogiochi
- Aaron Davis in Spider-Man: Miles Morales, Spider-Man 2
- Mephiles in Shadow Generations
- Voci aggiuntive in LEGO Marvel Super Heroes 2, La Terra di Mezzo: L'ombra della guerra, Final Fantasy VII Remake, Final Fantasy VII Rebirth